# Jeanne Deroin
Pour les articles homonymes, voir Deroin.
Jeanne Deroin, née à Paris le 31 décembre 1805 et morte à Londres le 2 avril 1894, est une féministe et socialiste française. Elle est la première Française candidate à une élection législative.

## Biographie
Née à Paris en 1805,, ouvrière lingère, autodidacte, elle obtient le brevet d'institutrice et rédige dès 1831 un plaidoyer contre « la soumission des femmes ». Malgré son adhésion critique aux idées des socialistes utopiques, elle reste peu active jusque vers 1848, ayant trois enfants à élever. Elle s'est mariée en 1832 avec le saint-simonien Antoine Ulysse Desroches, tout en refusant de prendre son nom et en insistant lors de la cérémonie civile sur son statut d'égalité.
En 1848, elle devient l’une des porte-voix de la revendication féministe : en juin 1848, elle fonde avec Désirée Gay La Politique des Femmes, « journal publié pour les intérêts des femmes et par une société d’ouvrières », et dont, sur décision administrative, elles doivent changer le titre : il devient L’Opinion des Femmes, « publication de la société d’éducation mutuelle des femmes ». Hortense Wild, féministe et fouriériste, participe à la rédaction.
Selon Jeanne Deroin, c'est en tant que mères que les femmes ont des droits et des devoirs politiques. « C’est comme chrétiennes », explique-t-elle, « comme citoyennes et comme mères que les femmes doivent réclamer le rang qui leur appartient dans le temple, dans l’État et dans la famille. […] Mais c’est surtout cette sainte fonction de mère, que l’on oppose comme incompatible avec l’exercice des droits de citoyennes qui impose à la femme le devoir de veiller sur ses enfants et lui donne le droit d’intervenir dans tous les actes de la vie civile, mais aussi dans tous les actes de la vie politique ».

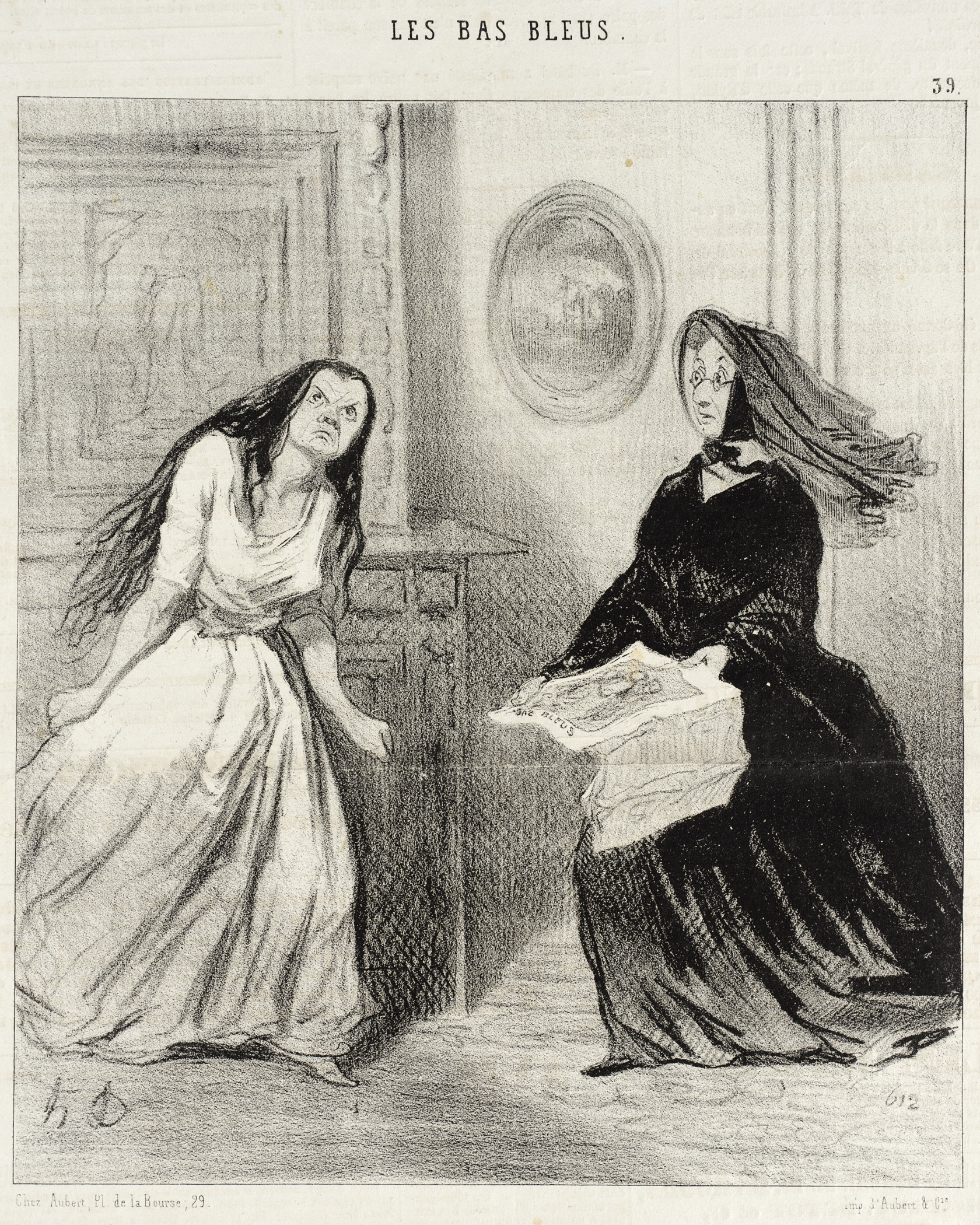
À l'instar des journalistes du Charivari, Daumier se moque des engagements publics des femmes, qu'ils soient artistiques (Bas-bleus), sociaux (Les Divorceuses) ou politiques (Femmes socialistes).

Lors de la Révolution de 1848, elle se fait connaître progressivement jusqu'à son action d’éclat de 1849 : elle se présente comme candidate aux élections législatives du 13 mai car « la cause du peuple et la cause des femmes sont intimement liées ». Même si elle ne s'est pas manifestée publiquement avant cette date, on la trouve dans le mouvement saint-simonien, très attentive aux débats sur l’abolition des privilèges de la naissance, l’émancipation de la femme et l’amélioration du sort moral, physique et intellectuel de la classe ouvrière, comme en témoigne sa correspondance de l’époque.
Elle est la première à accoler « masculin » au terme « suffrage universel », allant à l'encontre du préjugé voulant que, les hommes étant seuls capables de faire de la politique, la question ne se posait même pas d'un droit de vote aux femmes (dès 1792 Nicolas de Condorcet proposait pourtant le droit de vote aux femmes ; idée reprise  par Claude-Henri de Saint-Simon, ainsi que par Eugénie Niboyet et Madame Herbinot de Mauchamps en 1838, ou en 1848 par Jenny d'Héricourt et Victor Considerant).
Rares sont les voix — y compris dans son camp — qui soutiennent cette candidature. Pierre Joseph Proudhon, comme la plupart des socialistes, la juge « excentrique »[réf. souhaitée], et même des femmes comme George Sand ou Marie d'Agoult, alias Daniel Stern, l'estiment déplacée. Les différentes séries consacrées aux femmes par Honoré Daumier, Les Bas bleus, Les Divorceuses ou Les Femmes socialistes, illustrent bien ce conservatisme : elles tournent en ridicule les aspirations de ses contemporaines au vote ou au travail et présentent leur émancipation comme une catastrophe pour l'ordre domestique.
À l'été 1849, Jeanne Deroin est élue au comité central d'une union des associations de travailleurs, qui rencontre un grand succès en réunissant plus de cent associations ouvrières. Mais en mai 1850, la police fait une descente dans les bureaux et y arrête quarante-six personnes. Jeanne Deroin est emprisonnée jusqu'en juin 1851. Elle reprend son activité d'enseignante après sa sortie mais après le coup d'État du 2 décembre 1851, craignant d'être de nouveau arrêtée et en butte à des tracasseries, Jeanne Deroin part en Angleterre en 1852. Elle s'installe à Londres et y rencontre Louise Julien, exilée, qui lui dédie un poème. Bien que recevant une pension de la République française à partir de 1871, elle meurt dans la pauvreté en 1894.

## Postérité
Outre les hommages qui lui furent rendus lors de son décès, la mémoire de Jeanne Deroin fut par la suite entretenue notamment par Adrien Ranvier, qui l'avait connue personnellement et qui lui consacra un article publié en 1908. Toutefois, son combat semble avoir été oublié par le plus grand nombre et déjà en 1938, il était évoqué comme une curiosité historique par Alexandre Zévaès. Le nom de Jeanne Deroin apparut toutefois dans divers ouvrages sur les pionnières du féminisme. Plus récemment, Michèle Riot-Sarcey lui consacra plusieurs articles dans les années 1990, ainsi qu'un article grand public dans L'Humanité en 2010 .
En mars 2023, à l'occasion de la journée des femmes, la députée Rassemblement national du Vaucluse Bénédicte Auzanot dépose une proposition de résolution visant à rendre hommage à cette militante « féministe et socialiste […] première femme candidate à une élection législative en France », ce qui s'inscrit, selon l'éditorialiste Jonathan Bouchet-Petersen, dans les efforts du Rassemblement national de s'approprier la mémoire de militants de gauche dans le cadre de ses efforts de normalisation. La même année, une première biographie entièrement consacrée à son parcours a été publiée en langue espagnole .

## Œuvres
- Du célibat, 1851 lire en ligne sur Gallica
- Almanach des femmes I, 1852
- Cours de droit social pour les femmes, s.d.